# 池野昌之
池野 昌之（いけの まさゆき、1976年5月8日 - ）は、静岡県出身の元プロ野球選手（捕手）。

## 来歴・人物

### プロ入り前
静岡県熱海市で出生したが、幼少期に県内の富士宮市へ転居。富士宮市立貴船小学校4年時から野球を始めると、富士宮市立第四中学校を経て、静岡県立富士宮北高等学校へ進学した。
高校では2年夏に県大会ベスト16、3年夏は1回戦で延長の末敗れた。1994年のNPBドラフト会議で千葉ロッテマリーンズから7位で指名され入団した。背番号は67。

### ロッテ時代
在籍中には一軍公式戦への出場機会がなく、2000年に現役を引退。翌2001年から2009年まで、球団に残ってブルペン捕手を務めた。

### ロッテ退団後
東京都内の一般企業へ勤務した後に、2015年から富士宮市内の企業へ転職。転職後に静岡県内で高校野球を観戦した際に、高校時代の恩師であった塩川光史（当時は静岡県立沼津商業高等学校硬式野球部監督）と再会したことから、塩川の勧めで2016年末に学生野球資格回復の講習会を受けた。
2017年2月7日付で、日本学生野球協会から学生野球資格回復の適性を認定。母校の富士宮北高校をはじめ、同協会へ加盟している高校・大学の硬式野球部での指導が可能になった。塩川が2018年春の人事異動で同校へ復帰してからは、会社勤めを続けながら、「外部コーチ」として週末を中心に後輩部員を指導している。

## 詳細情報

### 年度別打撃成績
- 一軍公式戦出場なし

### 背番号
- 67 （1995年 - 2000年）
- 101 （2001年 - 2009年）